# محمد أسيري
محمد أسيري،(2 أكتوبر 1983 -) ممثل كويتي.

## أعماله
- بين الماضى والحب
- غريب الدار
- حلفت عمري
- الوداع
- بوكريم برقبته سبع حريم
- نور في سماء صافية
- زوارة الخميس
- أم البنات

## وصلات خارجية
- محمد أسيري على موقع قاعدة بيانات الأفلام العربية